# کانتون زنیتسا-دوبوی
استان زنیتسا-دوبوی (به لاتین: Zenica-Doboj Canton) یک استان در بوسنی و هرزگوین است که در فدراسیون بوسنی و هرزگوین واقع شده‌است.

## خصوصیات
استان زنیتسا-دوبوی ۳٬۴۱۵٬۳ کیلومترمربع مساحت و ۳۸۵٬۰۶۷ نفر جمعیت دارد.